# Arvit

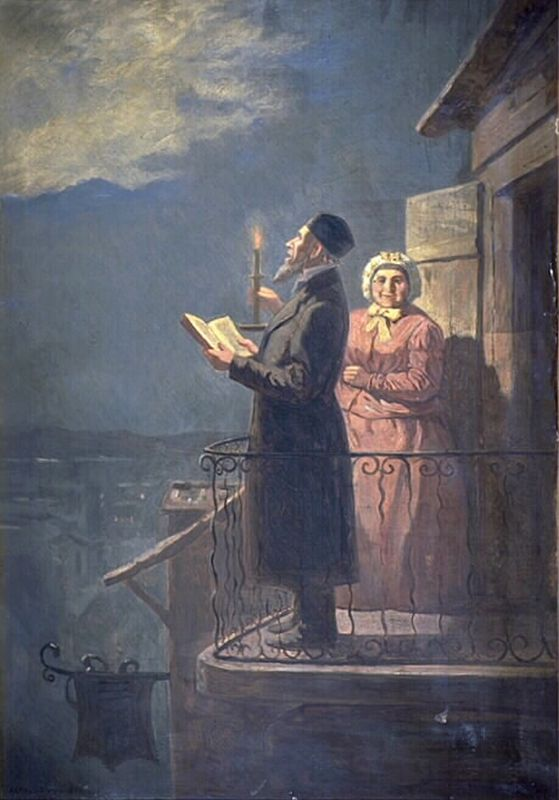
Rugăciunea de seară, pictură de Alphonse Lévy, 1883

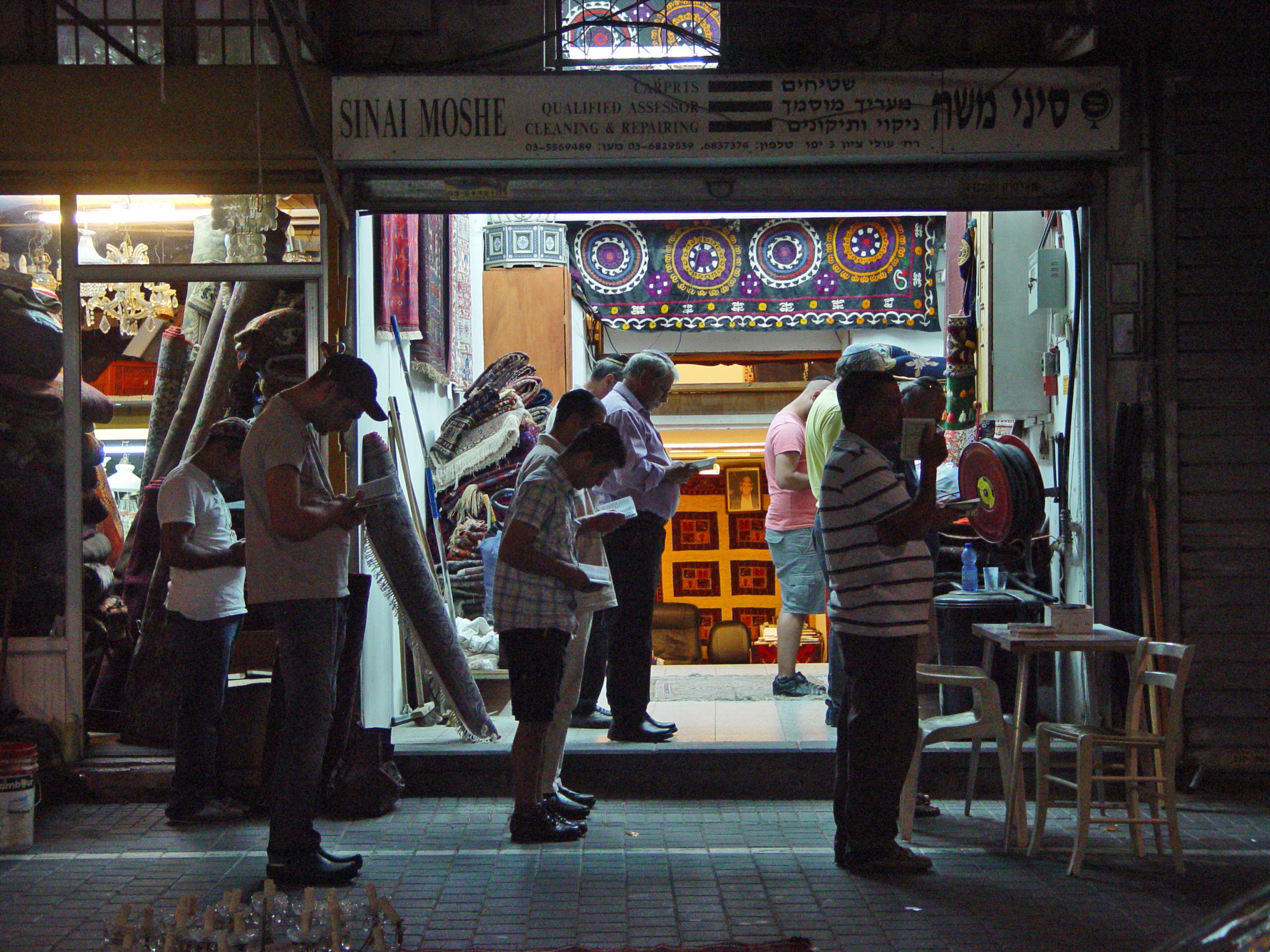
Rugăciunea Arvit în talciocul (Shuk hapishpeshim) din Jaffa, la Tel Aviv-Yafo, în Israel, 2010

Arvit, Tefilat Arvit sau Maariv (în ebraică:ערבית  sau מעריב) este una din cele trei rugăciuni zilnice în iudaism, fiind   rugăciunea de seară sau serviciul divin de seară . Ea are loc după apariția pe cer a primelor trei stele (Tzet hakohavim).
Ea consistă din două părți: rugăciunea Shemá și binecuvântările care o însoțesc, și rugăciunea Shmoná esré.   
Spre deosebire de celelalte două rugăciuni ale zilei, 
noaptea cantorul (shliah tzibur sau hazan) nu repetă rugăciunea Shmoná esré.

## Numele
Arvit este un substantiv verbal însemnând „începutul noptii”, provenind din cuvântul ebraic erev ערב - care înseamnă seară.
Maariv este o conversie verbală însemnând „a însera, a face seară".Ea apare la sfârșitul primei binecuvântări din cadrul rugăciunii Maariv sau Arvit.
אֱלהֵינוּ מֶלֶךְ הָעולָם. אֲשֶׁר בִּדְבָרו מַעֲרִיב עֲרָבִים. 
(Dumnezeul nostru, regele lumii, care prin vorba sa aduce serile. (maariv aravim)

## Originile
Arvit sau Maariv corespunde practicilor de seară din Templul din Ierusalim.
Asemănător cu rugăciunea de dimineată - shahrit - si cea numită minhá, rugaciunea arvit s-a înjghebat în anii celui de-al Doilea Templu din Ierusalim și a continuat să se practice în Epoca Mișnei si a Talmudului.  
Deși noaptea nu se făceau sacrificii, orice parte de animel care nu a fost arsă în timpul zilei putea fi oferită noaptea. 
Deoarece aceasta nu era întotdeauna necesar, rugăciunea de seară a fost si ea declarată opțională.
Tradiția atribuie începuturile rugăciunii de seară patriarhului Iacob.. În Baraita dedicată legăturii dintre rugăciuni și ofrandele în templu, este amintit sacrificiul de dimineață si rugaciunea de dimineata (shahrit) și sacrificiul de amiază si rugăciunea de amiază (minhá), dar seara și noaptea nu erau prevăzute sacrificii. În schimb se puteau arde parti rămase din animalele arse ziua. 
Seara începea prin apariția primelor trei stele pe cer sau douăzeci minute înainte de apusul soarelui.

### Obligatorie sau opțională
Spre deosebire de rugăciunile de dimineață și amiază, obligativitatea rostirii rugăciunii Amidá seara a fost controversată în epoca Mișnei si a Talmudului.
De pildă, Rabi Yehoshua o considera opțională, pe când Raban Gamliel o considera obligatorie. În urma acestei discordii, Raban Gamliel a fost înlăturat de la președintia Sanhedrinului (nessiut)  si înlocuit cu Rabi Elazar ben Azaria.Dintre Amoraim, Raba a decis că era vorba de o datorie opțională. Învățații au scris că este vorba de o datină (minhag Israel) și anume  obligatorie. Ea nu are aceeași obligativitate legală ca rugăciunea de dimineață și de amiază, dar ea a intrat ca datină permanentă și obligatorie în toate comunitățile evreiești.

## Cursul rugăciunii

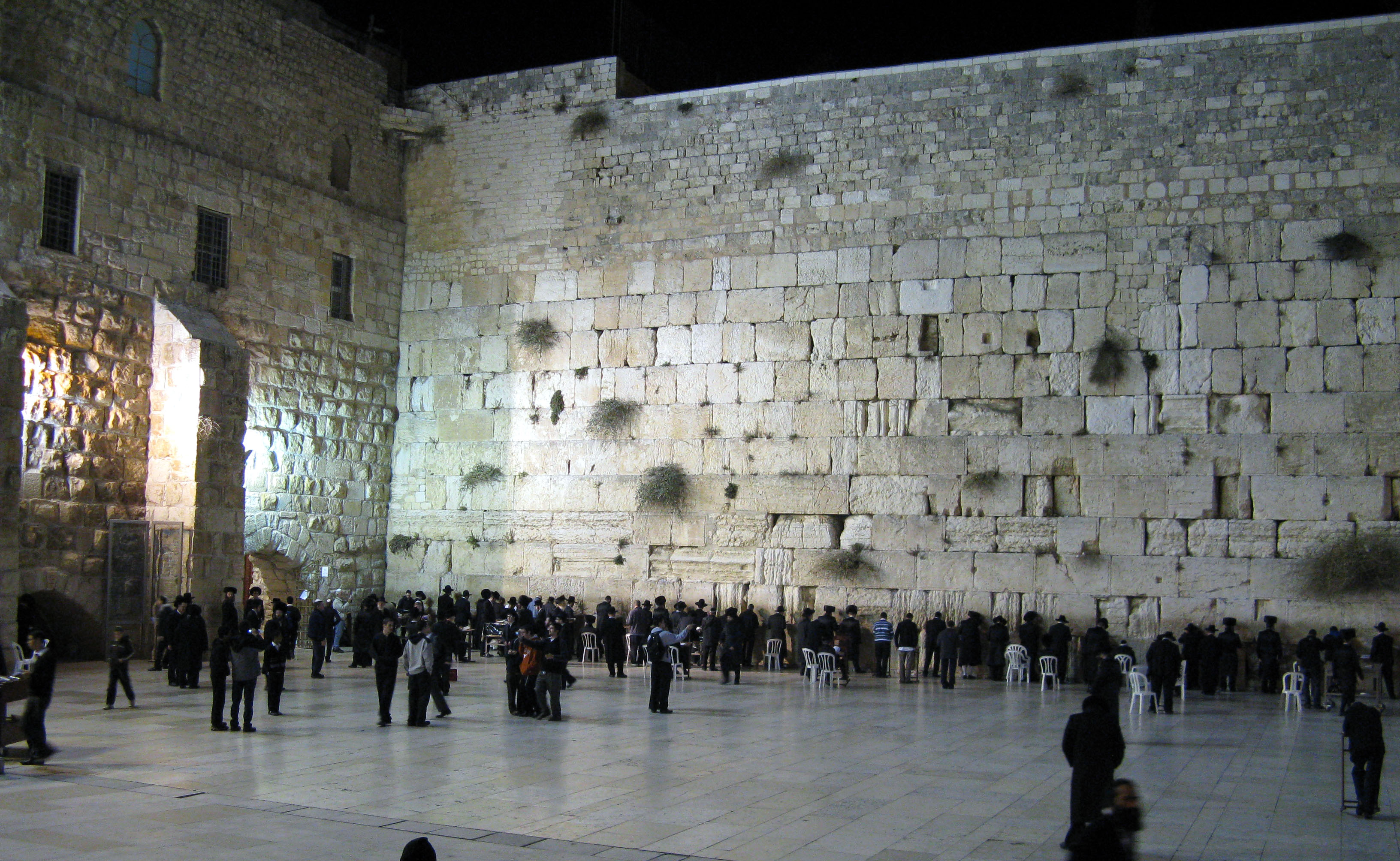
Rugăciunea Arvit la Zidul de vest (Zidul plângerii) din Ierusalim

- Lectura unor versete de psalmi sau a unor psalmi întregi (în unele obști și în zilele de Hol Hamoed)
- Shema Israel, precedată și urmată de două binecuvântări (Hamaariv aravim și Ahavat olam - înainte, iar Emet veeumna și Hashkivenu - după aceea)
- Amida sau Shmona esre
- Lectura psalmului 121 (într-o parte din comunități)
- Aleinu leshabeakh
- Serviciul se termină cu Kadishul orfanilor.